# نان سوپ
نان سوپ (انگلیسی: Breadstick) یا گریسینی (grissini) نوعی نان ترد و بیسکویتی ایتالیایی است که به حالت میله ای درست شده و همراه با سوپ سرو می‌شود. نان‌های «گریسینی» اولین بار در منطقه پیمونت ایتالیا درست شدند. البته در آمریکای شمالی نوعی نان سوپ نرم هم محبوبیت دارد.
این نان می‌تواند انواع مختلفی داشته باشد، از نان‌های ترد و خشک گرفته تا نان‌های نرم و لطیف. در بسیاری از فرهنگ‌ها، نان سوپ بخشی جدایی‌ناپذیر از وعده‌های غذایی است و به عنوان یک غذای جانبی و سیرکننده در کنار سوپ سرو می‌شود.
گاهی اوقات نان سوپ به قطعات کوچک خرد شده و داخل سوپ ریخته می‌شود تا غلظت و طعم آن را افزایش دهد. در برخی موارد هم نان سوپ به صورت تست شده و با کره یا روغن زیتون طعم‌دار می‌شود.
این نان ترد را معمولاً با ادویه‌ها و سبزی‌های مختلف طعم دار می‌کنند. از سیر، زیره، ریحان، جعفری، کنجد، نمک دریا درشت، خشخاش، پنیر پارمزان، تخم کتان و رزماری می‌توانید برای طعم دار کردن نان گریسینی استفاده کنید.
این نان را به حالت کشیده و بلند مانند مداد باریک یا درشت یا به اندازه سیگار برگ فرم می‌دهند و به همراه پیش غذاها سرو می‌کنند.

## تاریخچه
اعتقاد بر این است که نان سوپ در سال ۱۶۴۳ میلادی بوجود آمده است. در آن زمان، یک راهب فلورانسی نانی بلند و «به نازکی استخوان» را توصیف کرد که در لانزو تورینزه، شهری در خارج از تورین، پخته می‌شد. با این حال، روایت‌های سنتی می‌گویند که این نان در قرن هفدهم در منطقه پیمونت  توسط نانوائی به نام آنتونیو برونرو از تورین اختراع شد. هدف از تهیه این نان، ایجاد غذایی بود که هضم آن برای دوک ویکتور آمادئوس دوم ساووی که در کودکی مشکلات گوارشی داشت، راحت‌تر باشد.

## سرو کردن
در رستوران‌های ایتالیایی، نان سوپ اغلب به عنوان پیش غذا، به ویژه در شکل سنتی خود، همراه با یا به جای نان که معمولاً با همه وعده‌های غذایی ارائه می‌شود، سرو می‌شود. همچنین می‌توان آنها را با موادی مانند پروشوتو ترکیب کرد. به نظر می‌رسد در رستوران‌های ایالات متحده هم وضعیت به همین منوال است. در برخی موارد یا مناطق، ممکن است نان سوپ‌ها بزرگتر از اندازه مداد و به جای سفت بودن، نرم باشند.
در حالی که گریسینی‌های سنتی ساده هستند، در دهه‌های گذشته تولیدکنندگان صنعتی طعم‌ها و شکل‌های دیگری را هم ارائه کرده‌اند. به عنوان مثال می‌توان به زیره، پنیر، مرزنگوش و کنجد، و همچنین گریسینی با بلورهای نمک روی سطح آن اشاره کرد. اینها اغلب به شکل گریسینی‌های نازک سنتی نیستند، بلکه نسخه‌های بزرگتر و ضخیم‌تری هستند که برای ترکیب با مواد و طعم‌های دیگر مناسب‌ترند.
در بسیاری از رستوران‌های آمریکای شمالی، نان سوپ‌ها نرم هستند و اغلب هنگام سرو به عنوان پیش غذا، با کره، سیر و پنیر پوشانده می‌شوند. به عنوان دسر، می‌توان روی آنها را با دارچین، شکر و یخ‌چینه تزئین کرد.
نان سوپ‌های خشک و آماده را می‌توان در فروشگاه‌ها به عنوان یک میان‌وعده سریع یا پیش غذای خانگی، شبیه به کراکر، پیدا کرد. در ایتالیا اغلب آنها را به تنهایی به عنوان میان‌وعده مصرف می‌کنند، اما در ایالات متحده معمولاً با نوعی سس، مانند پنیر، سرو می‌شوند.
دستور پخت دیگری برای نان سوپ به نام "rosquilletas" در والنسیا وجود دارد.

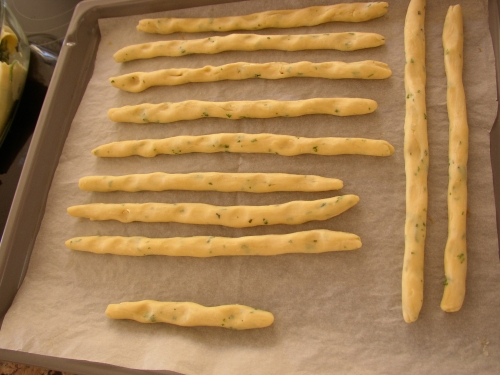
گریسینی خانگی نپخته روی سینی فر، مزه‌دار شده با گیاهان معطر
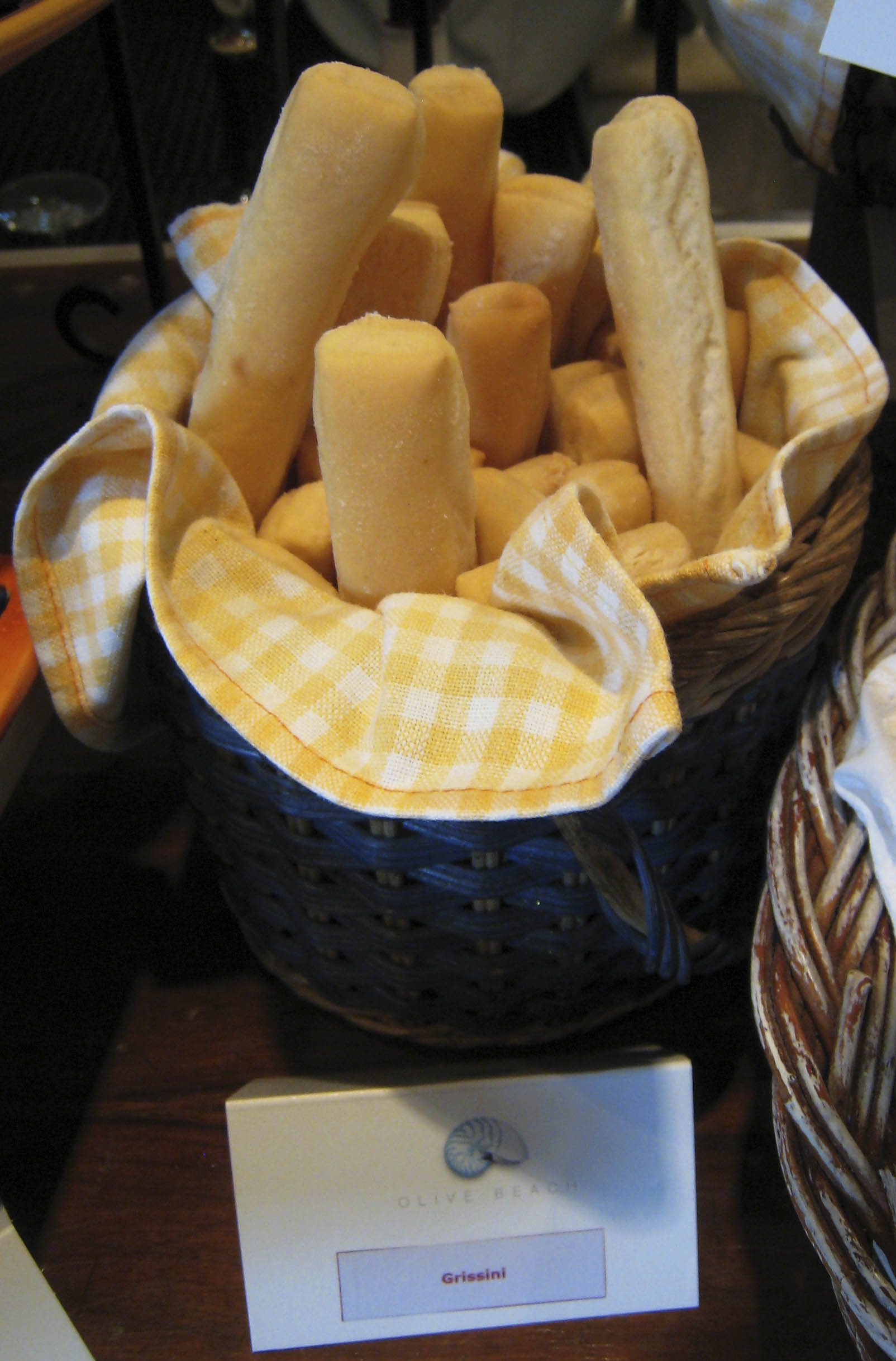
نان سوپ نرم و پهن در سبد
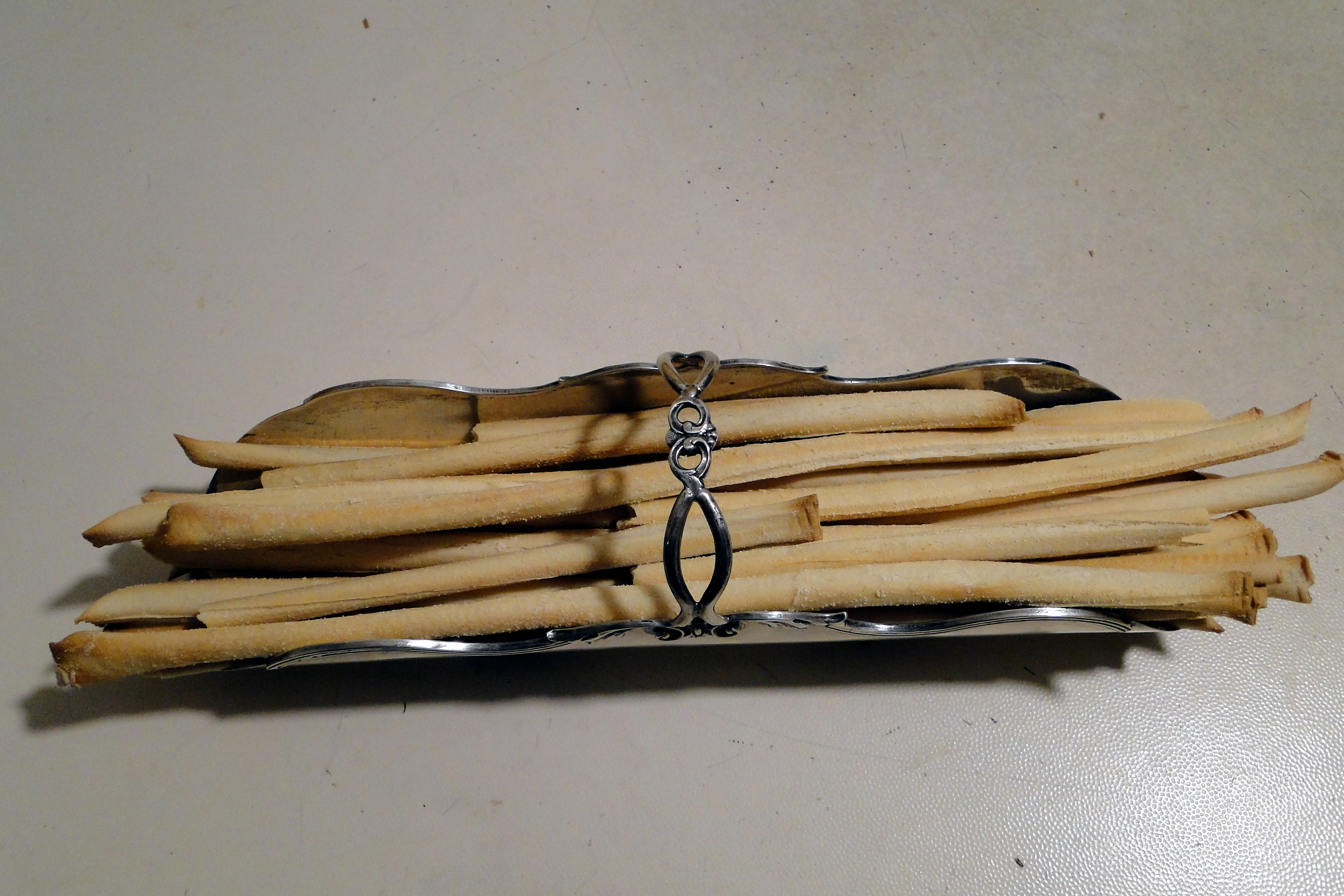
گریسینی در ظرف مخصوص برای سرو بر سر میز